# Arena Skövde
Skövde Arena é uma arena poliesportiva para reabilitação, musculação, academia, massagem e eventos públicos em Skövde, na Suécia. O Skövde HF e o IFK Skövde sediam suas partidas nele, que serviu também de sede para partidas do Campeonato Mundial de Handebol de 2011. Sua inauguração ocorreu em 2001, com posterior expansão em dezembro de 2009, e a capacidade atual é para 2.400 espectadores.